# Svælgkatar
Svælgkatar er en betændelsestilstand i svælget, og kan inddeles i akut svælgkatar og kronisk svælgkatar.
Den akutte svælgkatar er karakteriseret ved "ondt i halsen". Den begynder som en kradsende fornemmelse i halsen, som senere bliver til decideret smerte ved synkning. Svælget forekommer rødlig og irriteret evt. med øget slimproduktion, og let feber. Den akutte svælgkatar skyldes ofte infektion med virus, som det ses ved forkølelse, influenza og mononukleose. Denne kan dog også skyldes bakterier som mykoplasma, streptokokker eller klamydia.
Kronisk svælgkatar er karakteriseret ved langvarig fornemmelse af kradsen, svien, brænden og tørhed i svælget. Lidelsen er dog dårligt afgrænset, og nogle af årsagerne kan være:
- Mange tilbagevendende tilfælde af akut svælgkatar, hvor slimhinderne efterhånden har taget skade.
- Udtørrende indeklima
- Allergi
- Rygning og alkohol
- Fjernelse af mandlerne (tonsillektomi)

## Fodnoter
1. 1 2  Sundhedsguiden.dk